# Умный замок
Умный замо́к, Смарт-замо́к или Смартлок (англ. Smart lock) — электронный замок, который открывается и закрывается благодаря беспроводному взаимодействию со смартфоном владельца. Вторая основная функция смартлока — возможность со смартфона открывать и закрывать его удалённо. Большинство смартлоков устанавливается на механические замки (одни из самых простых типов замков) и по сути является накладкой на них. В последнее время также стали появляться умные замки, которые монтируются на электрические и электромеханические запорные механизмы и выполняют роль контроллера. Таким образом, их можно установить не только на входную дверь, но и на ворота, в том числе и гаражные, офисную дверь или даже шлагбаум. 
Умные замки появились на волне широкого распространения смартфонов, однако за несколько лет заняли значительную нишу на рынке, прежде всего в США и странах Западной Европы. В 2014 году умные замки были установлены уже в миллионе домов в США. Эксперты ожидают в ближайшие годы бурного распространения умных замков, прежде всего в АТР с ежегодным ростом на 70 %.
Первым успешным проектом стал американский стартап August в 2013 году. Другой пример — датская компания Bekey, начавшая с подъездных замков, которые смогли бы открывать не только жильцы, но и социальные работники и почтальоны. По данным компании, её замками оснащены 40 % домов Копенгагена.
С 2020 года начал появляться новый тип умных замков на основе навесных замков, которые, благодаря IoT-технологиям передачи данных, начали активно работать от батарейки более двух лет. Они занимают свободную нишу объектов без наличия подключений к электросети или с нестабильной сетью (ограждение площадок открытого хранения, въездные ворота и т. п.). Одна из первых компаний, применивших IoT-технологии передачи данных в навесных замках — Digital Keys Pty Ltd (Австралия). В 2022 году МТС (Россия) заявила о разработке навесного умного замка в полностью металлическом корпусе.

## Механизм аутентификации
Ключом, то есть средством подтверждения прав доступа в умном замке, служит смартфон. Смартлок распознаёт попадающие в зону покрытия его беспроводных сигналов смартфоны и определяет, какие из них имеют право управлять замком. Если уполномоченный смартфон отдаёт команду, умный замок затем исполняет её, например открывается или закрывается.
По умолчанию право на управление принадлежит владельцу замка, но он может дать такое же право (виртуальный ключ) другим пользователям, например членам своей семьи или друзьям. Виртуальный ключ как правило можно настроить, например сделать его постоянным или ограничить время его действия определёнными днями или часами.

## Стандарты беспроводной связи
Как правило, смартлоки используют для взаимодействия со смартфонами Bluetooth или Bluetooth Low Energy (BLE), который действует на небольших расстояниях (в пределах нескольких метров), что делает его одновременно удобным для использования дома и непригодным для больших пространств. Кроме того, BLE потребляет немного энергии (в отличие, например, от Wi-Fi), что позволяет замку достаточно долго работать от батареи.
Большинство смартлоков поддерживает также в той или иной форме взаимодействие по Wi-Fi, что позволяет управлять ими удаленно. Поскольку интегрировать Wi-Fi в сам замок нерационально из-за высокого потребления этого стандарта, обычно используется устройство-посредник, например включаемый в розетку Wi-Fi-мост: замок связывается с мостом по Bluetooth, а мост в свою очередь связывается со смартфоном по Wi-Fi.
С появлением технологий LPWA на рынок выходят замки с передачей данных по технологии NB-IoT, они работают на сети мобильных операторов поверх сетей LTE.

## Основные функции
Умные замки имеют четыре главные функции:
- возможность открывать и закрывать замок со смартфона, находящегося в пределах домашней Bluetooth-сети,
- автоматическое открывание при приближении владельца,
- возможность со смартфона выдавать и отзывать виртуальные ключи для других пользователей,
- удалённое управление со смартфона через Wi-Fi.

И несколько дополнительных функций, которыми оснащено большинство смартлоков:
- уведомления о том, что замок был открыт,
- хранение данных о том, кто и когда открывал замок,
- уведомления о попытке взлома.

Умный замок, как правило, способен встраиваться в систему домашней автоматизации, что позволяет ему автоматически взаимодействовать с другими интеллектуальными устройствами. Кроме того, смартлок даёт возможность голосового управления со смартфона, например, через Siri.